# Église Sainte-Eulalie de Montpellier
L'église Sainte-Eulalie est une église catholique de Montpellier, située au 12 rue La Merci, au cœur de la ville, au pied de la promenade royale du Peyrou et de l'Arc de triomphe. Construite pour les mercédaires, son principal intérêt est sa façade du XVIIIe siècle, son orgue de Joseph Merklin & Schütze et un ensemble de peintures murales décoratives du XIXe siècle. Partie intégrante de la paroisse cathédrale, la messe sous la forme tridentine du rite romain y est célébrée en semaine et le dimanche. Divers groupes d'étudiants et du Chemin néocatechuménal s'y réunissent régulièrement et des concerts y sont fréquemment donnés.

## La première église médiévale

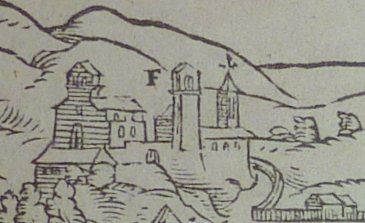
Le couvent des Mercédaires au début du XVIe siècle, détail de la Cosmographie de Munster : à gauche, l'église et au centre la tour Saint-Aulary

L'église Sainte-Eulalie de Montpellier fut durant près de six cents ans la chapelle du couvent des religieux de la Merci. Cet ordre avait été fondé à Barcelone vers 1218 grâce à l'aide de Jacques Ier, roi d'Aragon et seigneur de Montpellier. Le premier rôle des mercédaires, leur nom usuel, était de racheter des chrétiens réduits en esclavage en pays musulmans afin de les libérer. Le nom Merci, ou anciennement Mercy, viendrait soit de l'espagnol merced : grâce, soit du latin merces : rançon.
Les mercédaires s'installèrent à Montpellier vers 1240, et en 1249 leur couvent était en construction. Ils l'appelèrent « Sainte-Eulalie », comme celui qu'ils avaient à Barcelone, et dont la chapelle était dédiée à la grande sainte d'Espagne. Son emplacement n'était pas au niveau de l'église actuelle, mais un peu plus haut, sur la pente sud du Puy-Arquinel, à hauteur de la promenade basse du Peyrou. Au milieu des champs, il était à proximité d'une route et d'une des portes de la ville ; la chapelle attenante était réputée achevée en 1261 dans une bulle du pape Urbain IV.
Profitant du développement des études universitaires à Montpellier, le couvent fut rapidement déclaré studium generale de l'Ordre, de nombreux mercédaires venant y faire leurs études. En 1289, l'École de Droit était installée à la Tour Saint-Aulary (Eulalie en languedocien), une dépendance du couvent. Au XVe siècle, pour la Saint Ives, le recteur de l'école et sa suite se rendaient dans l'église pour y assister à la messe et au sermon. Sainte-Eulalie devint aussi le siège de la Confrérie-de-Tous-les-Saints et de celle de Saint-Joseph-et-Sainte-Eulalie regroupant les menuisiers. En 1351, une chapellenie de Notre-Dame-de-Récompense y fut fondée.

### La destruction et la reconstruction de la deuxième église
Mais en 1562, en pleine guerre civile, les mercenaires protestants de Jacques de Crussol, ravagèrent les faubourgs de la ville. L'église, le couvent et les maisons alentour furent rasés à fleur de terre. Une partie des soixante-neuf religieux présents furent alors massacrés tandis que les autres durent s'enfuir.
Les mercédaires se réinstallèrent de manière précaire à proximité des ruines de leur couvent en 1651. Ils commencèrent dès lors à le rebâtir. La nouvelle chapelle Sainte-Eulalie fut consacrée le 8 décembre 1663. La confrérie des menuisiers s'y réinstalla officiellement en 1665. Toutefois l'Ordre ne retrouva jamais en France l'importance qu'il avait eue avant le XVIe siècle. Cela était notamment dû à la forte implantation dans le royaume de l'Ordre des Trinitaires, qui comme eux avaient pour mission principale de libérer les esclaves chrétiens détenus en pays musulmans. La maison de Montpellier ne comptait plus que douze religieux en 1740. Cette même année, les projets d'agrandissement de la Place Royale du Peyrou entraînèrent la démolition des bâtiments du siècle précédent, malgré les protestations des religieux.

## La construction de l'église actuelle
Toutefois, grâce aux indemnités d'expropriation, les mercédaires purent rapidement reconstruire de nouveaux bâtiments, et notamment une chapelle disposant d'un très vaste chœur, disproportionné par rapport à leurs effectifs. Cela montre qu'ils espéraient l'apport de nouvelles vocations, ce qui ne se produisit pas. En revanche la taille de la nef les aida à jouer un rôle important auprès de la population du faubourg voisin alors en pleine expansion.
Pour ces nouveaux bâtiments, ils acquirent une série de terrains situés en contrebas, dont l'enclos Trinquaire et une oliveraie. L'architecte Antoine Vier y édifia pour eux un couvent et une chapelle, très classiques par leurs plans et leurs élévations. Ils s'inspiraient de modèles du siècle précédent introduits en Languedoc par Augustin-Charles d'Avilers. Les travaux commencèrent en juin 1741. Après la mort de l'architecte, survenue en 1743, Jean Dumas reprit le chantier. L'église fut consacrée le 5 mars 1748 par le chanoine Lacroix de Candillargues, prévôt du chapitre de la cathédrale.
Description de l'église
Suivant le tracé d'un ancien chemin, l'église n'est pas orientée, mais tournée au nord-ouest. En retrait, elle forme une placette bordée de bâtiments en arc de cercle. Celui de gauche, l'ancien couvent, a été reconstruit depuis. La façade de l'église s'inspire de celle de la chapelle Notre-Dame-des-Anges du couvent de la Visitation-Sainte-Marie de Paris, construite en 1632 par François Mansart. Elle s'en différencie cependant par sa porte d'entrée en plein cintre, par sa loggia en arc segmentaire décorée d'ailerons à volutes et par deux étroits corps latéraux portant les médaillons de Sainte Eulalie et de Saint Pierre Nolasque, fondateur de l'Ordre. Le clocher, au nord, est une version simplifiée de ceux édifiés à Montpellier au siècle précédent.
La nef de quatre travées à vaisseau unique est couverte de voûtes d'arêtes reposant sur trois arcs-doubleau. Elle est éclairée par des fenêtres à arc segmentaires reprenant l'arrondi des voûtes, celles au nord fournissant une lumière directe, celles au sud indirecte (en raison de la présence de l'infirmerie). Au revers de la façade une vaste tribune est soutenue par un arc-en-anse-de-panier (elle supporte aujourd'hui le grand orgue). Accessible uniquement par le couvent, elle était destinée aux anciens esclaves libérés par les religieux le temps qu'ils se réadaptent à leur nouvelle vie (une série de pièces à usage d'infirmerie au sud avait le même usage, permettant aux plus malades de suivre les offices par quatre fenêtres). En-dessous, les deux premières chapelles latérales de droite et de gauche, aujourd'hui murées, se caractérisaient par des arcs-en-anse-de-panier. Six autres chapelles latérales plus hautes et séparées par des murs-boutants s'ouvrent de part et d'autre de la nef par des arcs en plein cintre. Elles sont voûtées d'arêtes. Un transept non saillant comprenait deux autres chapelles, une seule aujourd'hui, l'autre servant de passage vers la sacristie. Au centre, à la croisée du transept, le maître-autel se trouvait sous un arc-triomphal peu marqué. Derrière, un vaste chœur à chevet plat de deux travées, était éclairé par deux fenêtres à arc segmentaire et un oculus. Ces trois ouvertures sont aujourd'hui bouchées. Les Mercédaires y chantaient les différents offices du jour.
De cette époque subsistent la façade, le clocher, et la structure générale de l'intérieur de l'église. Certains éléments comme les têtes d'anges à la clef des arcs des chapelles latérales ou divers éléments de style rocaille ont survécu aux destructions révolutionnaires. Plusieurs tableaux qui décoraient l'église sont aujourd'hui conservés au Musée Fabre, comme le célèbre Saint-Jean-Baptiste par Joseph-Marie Vien. Le couvent a disparu, seule l'amorce des voûtes du cloître et d'une porte cochère en rappelle le souvenir.

## Les différentes affectations entre 1787 et 1843

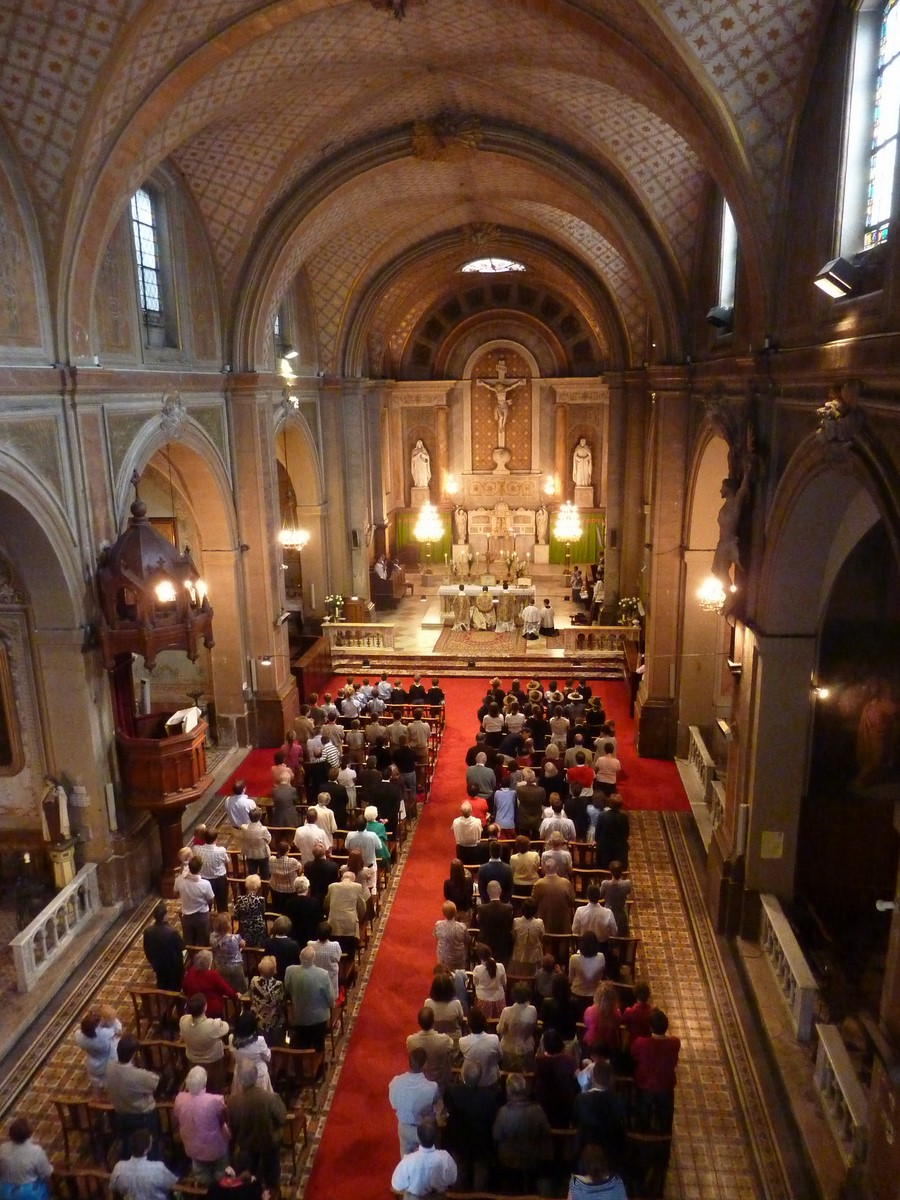
Intérieur de l'église lors d'une messe.

Dans les dernières années de l'Ancien Régime, les mesures d'économie décidées par le gouvernement de Louis XVI amenèrent en 1787 à la suppression de la maison de l'ordre à Montpellier. Les mercédaires vendirent alors l'église aux Pénitents blancs de la ville avec lesquels ils étaient liés depuis longtemps. Cette transaction finalisée en 1789 était profitable aux deux parties. Le paiement, effectué sous forme de rente, fournissait aux religieux les moyens de rester sur place et de continuer leurs œuvres d'apostolat. Quant aux Pénitents, qui avaient déjà la petite chapelle Sainte-Foy, ils n'utilisèrent que très exceptionnellement l'église. Mais en revanche, ils acquerraient à bon prix les caveaux et un cimetière attenant, indispensables à la poursuite de leur vocation funéraire. Cet accord fut rompu lorsqu'en vertu de la Constitution civile du clergé les religieux furent dispersés, puis la confrérie interdite en 1792.
L'église fut alors utilisée comme succursale de la paroisse constitutionnelle de Saint-Denis. Fermée en 1793, elle fut pillée et était dans un état alarmant lors de sa vente comme bien national en 1798. Elle fut alors utilisée comme dépôt de bois puis comme distillerie. En 1803, elle fut rachetée par l'autre confrérie de Pénitents de la ville, la dévote et royale compagnie des Pénitents Bleus. Après une cérémonie de réconciliation le 2 avril suivant, ils l'utilisèrent comme chapelle et y enterrèrent notamment leurs confrères. L'un d'entre eux, Ferdinand von Hompesch zu Bolheim, 71e grand maître de l'ordre de Saint-Jean de Jérusalem, y fut enterré le 12 mai 1805. À partir du 30 novembre 1803, à la demande de Jean Rollet, évêque de Montpellier, l'église accueillit aussi un service paroissial en tant que succursale de Saint-Denis. La juxtaposition des deux affectations se passa bien sous quatre curés successifs. Devant l'augmentation de la population du quartier désormais urbain, l'abbé Cambon fit ériger Sainte-Eulalie en paroisse en 1829.
C'est de l'époque des Pénitents bleus que datent les réaménagements du chœur avec son arc à caissons supporté par deux colonnes ioniques formant une sorte de retable et le percement d'un nouvel oculus dans la voûte. Un maître-autel en marbre blanc et tôle dorée (aujourd'hui dans la chapelle-de-Notre-Dame-de-la-Merci) remplaça celui qui avait disparu sous la Révolution. La chapelle de la Vierge fut aussi restaurée dans un style rappelant celui du chœur.
Mais en 1834 cette double utilisation commença à poser des problèmes. La situation s'envenima rapidement et les Pénitents Bleus finirent par quitter Sainte-Eulalie. En 1843, ils la vendirent à la municipalité et bâtirent une nouvelle chapelle rue des Étuves. Ce départ entraîna le remplacement de toutes les peintures et les statues du chœur par ceux que nous voyons actuellement.
L'église Sainte-Eulalie avait donc eu cinq affectations et six propriétaires différents depuis son achèvement, moins d'un siècle plus tôt.

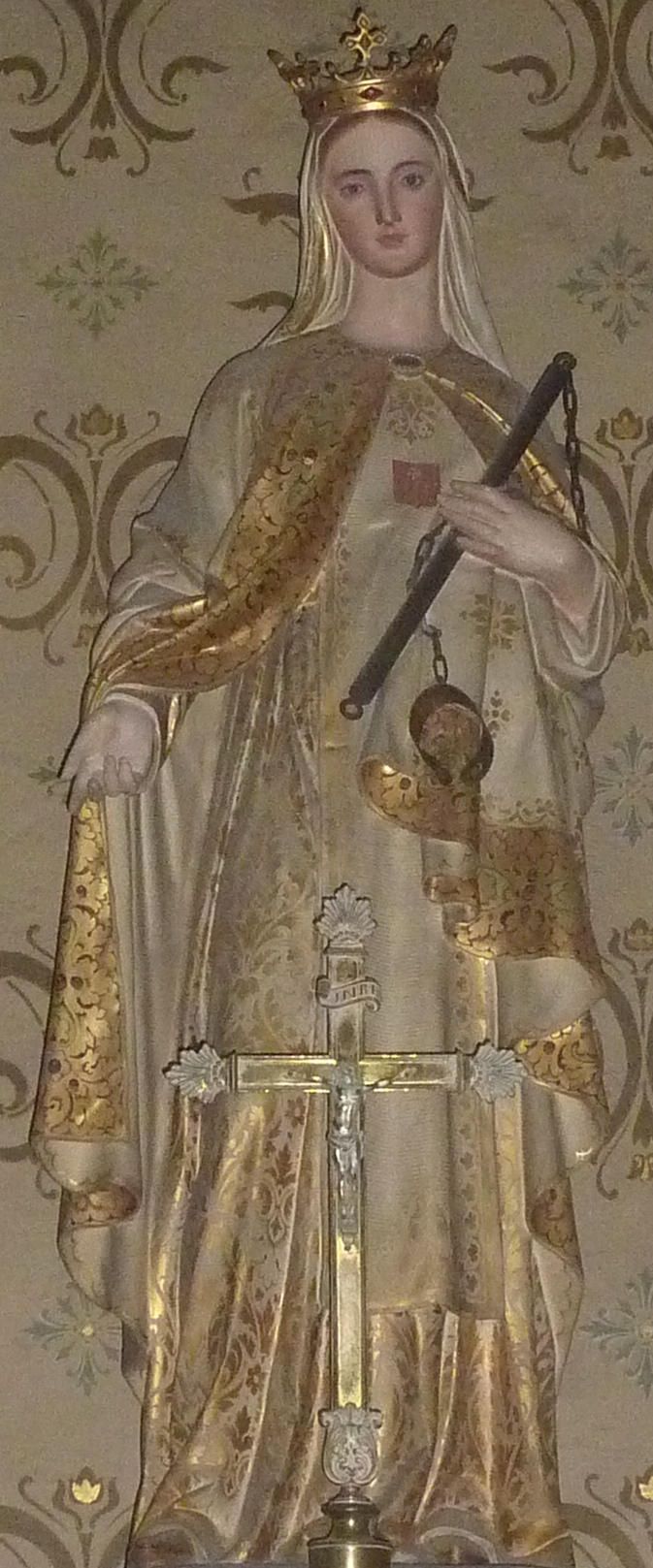
Notre Dame de la Merci porte des fers rompus, symbole des esclaves libérés.

## L'église aujourd'hui

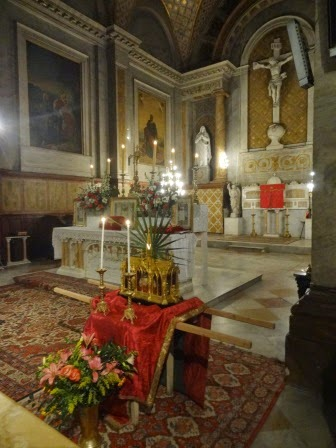
La relique du Chef de Sainte Eulalie, exposée sur un brancard de procession pour sa fête.

C'est donc du XIXe siècle que datent la plupart des éléments décoratifs de l'intérieur de l'église que nous connaissons aujourd'hui. L'abbé Laignelot, notamment, se procura en 1856 le chef de Sainte Eulalie de Barcelone placé dans une chasse. Pour les recevoir dignement, il fit peindre aux murs d'une des chapelles latérale des scènes figurant Le martyre de Sainte Eulalie, Le Martyre de Sainte Philomène et L'apothéose des deux Saintes. En 1868 un orgue des facteurs Merklin & Schütze fut placé à la tribune.
La fin du XIXe siècle vit aussi de nombreux réaménagements de l'église, reflet du fort accroissement de la population de ce quartier. De cette époque date le pavement de la nef en carreaux de ciment recouvrant l'ancien sol en dalles de pierre. En 1898 l'ensemble des peintures décoratives de la nef furent réalisées, notamment les décors à étoile des voûtes, les lys blancs de part et d'autre des fenêtres et les palmes aux écoinçons des arcs des chapelles latérales. Citons aussi dans ces dernières, les retables en trompe-l'œil des chapelles de Saint-Joseph et du baptistère. L'entrée du sanctuaire fut reculée d'une travée et le sol creusé au même niveau que la nef, augmentant d'un quart la contenance de l'église. La différence de niveau avec les bras du transept est masquées par deux bancs d'œuvre. Un nouveau maître-autel en marbre blanc et rose de Carrare et en onyx fut placé dans l'ancien chœur, sous l'oculus de la voûte. Mais il fut à son tour modifié à la fin du XXe siècle, la table d'autel fut avancée tandis que le tabernacle et les gradins étaient reculés contre le mur du fond. La partie centrale de la barrière de communion fut elle aussi supprimée avant d'être remplacée par une nouvelle en fonte en 2013. Les trois cloches actuelles datent de 1904 (en vidéo sur le lien ci-dessous).
La porte d'entrée actuelle date du début du  XXe siècle. La précédente avait été détruite à la hache le 5 février 1906 par les forces de police lors du fameux épisode des inventaires, dans le cadre des lois de séparation des églises et de l'état. Les fidèles étaient d'autant plus révoltés que, dans le cas de Sainte-Eulalie qui appartenait depuis 1843 à la commune, ces inventaires confiscatoires ne concernaient que les objets du culte et les meubles qu'ils avaient offert à l'église quelques années plus tôt. Autre conséquence de ces événements, une chaire provenant du Grand Séminaire Saint-Firmin de Montpellier remplaça l'ancienne.
Actuellement les chapelles latérales se répartissent de la manière suivante : à partir de l'entrée à droite : 1 Chapelle des Saintes-Femmes, 2 Chapelle de Sainte-Eulalie-et-de-Sainte-Philomène, 3 Chapelle du Sacré-Cœur ; à gauche : 1 Baptistère, 2 Chapelle de Saint-Joseph, 3 Chapelle de la Vierge, 4 (bras sud du transept) Chapelle de Notre-Dame-de-la-Merci.
Aujourd'hui l'église Sainte-Eulalie fait partie de la « Paroisse Cathédrale Montpellier », sous la responsabilité de l'archiprêtre Michel Plagniol. Le chanoine Joseph Amadieu, de l'Institut du Christ Roi Souverain Prêtre, vicaire de la cathédrale, est le prêtre référent de l'église et y célèbre la messe sous la forme tridentine du rite romain. Différents groupes d'étudiants et du Chemin néocatechuménal s'y retrouvent aussi régulièrement. Chaque année, des pèlerins de Barcelone viennent à Montpellier pour vénérer la relique du Chef de Sainte Eulalie pour sa fête. Des concerts d'orgues et de chant choral sont aussi organisés par l'association La voix des Orgues de l'église Sainte-Eulalie afin d'aider à l'entretien de l'instrument.

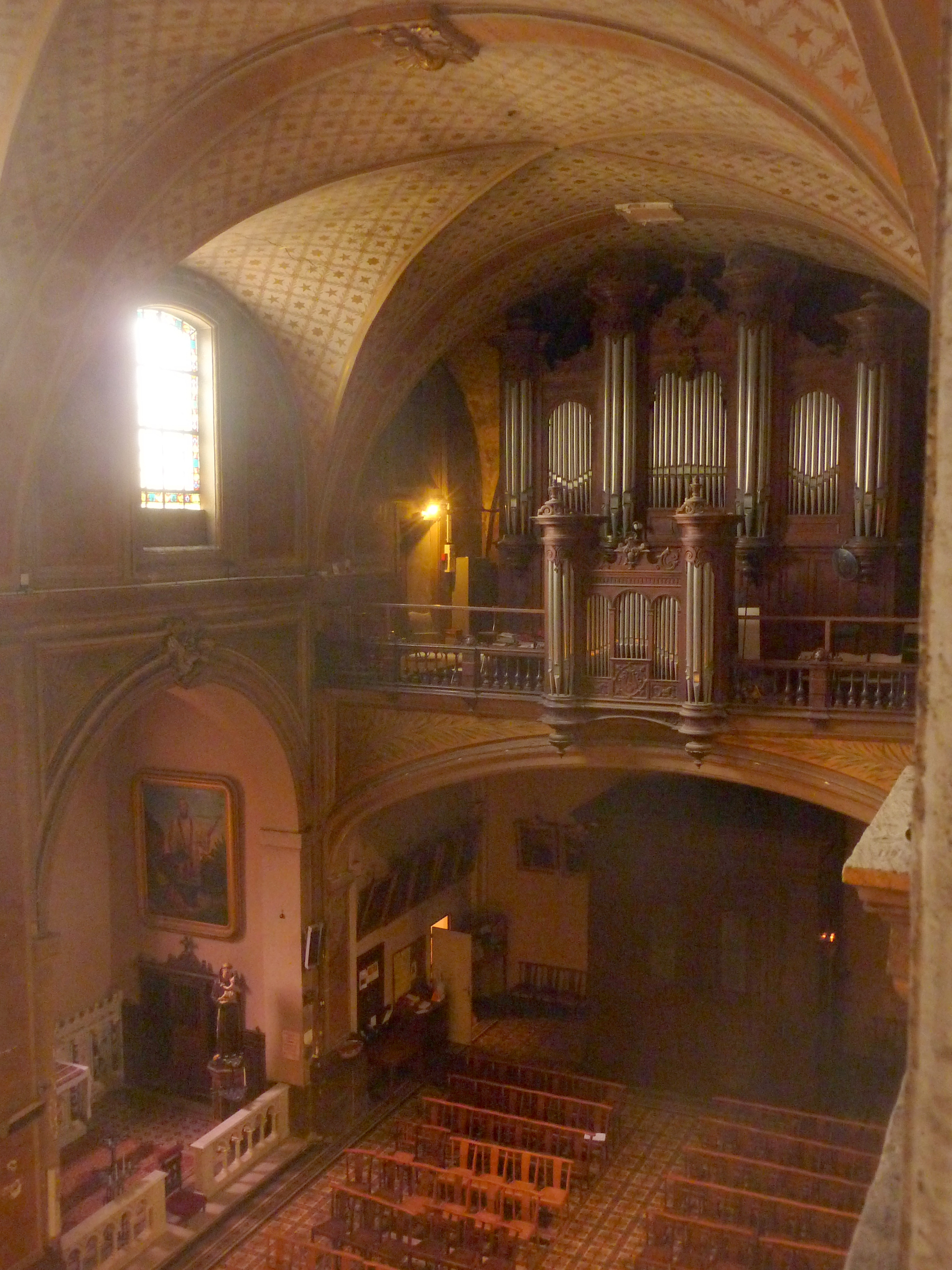
Orgues de l'église Sainte Eulalie